# Kalocsai Érseki Könyvtár
Az érseki palota épületében, pompás barokk környezetben, faragott polcokon, szekrényekben őrzik a 150 000 kötetes főszékesegyházi könyvtárat, mely a Kárpát-medence egyik legnagyobb egyházi könyvtára és egyben Magyarországé is.
A gyűjteményt a 18. században alapították. Ritkaságai közül külön említésre méltó a 60 kódex, az 510 ősnyomtatvány, a 11. századból való hártya (pergamen) kézirat, a 13. században készült Philosophia Aristotelis, egy 1483-ból való kéziratos napló és a Luther Márton által használt, névaláírásával ellátott biblia.
A nyitvatartási időben is csak előre bejelentett csoportokat fogadnak.

## Története
A jelenlegi könyvtár elődei a középkori káptalani- és érseki magánkönyvtárak voltak. Szent István korától kezdődően a 16. század elejéig feltehetően már 300-400 kötet kódexet és ősnyomtatványt gyűjtöttek össze Kalocsán, melyeket elsősorban a főszékesegyházi iskola tanárai, diákjai és az egyházmegye papjai használtak. 1526-ban Tomori Pál érsek elesett a mohácsi csatában, majd 1529-ben a török felégette Kalocsa városát. A káptalan tagjai elmenekültek, és magukkal vitték értékeiket, könyveiket. A középkori gyűjteményből csak két ősnyomtatvány került vissza a 20. század elején Kalocsára, néhány példányt a világ más könyvtáraiban őriznek, a legtöbb könyvnek azonban – elsősorban a török idők viszontagságai következtében – nyoma veszett.
A 18. század elején az egyházmegyét újjáépítő érsekek első teendői közé tartozott a káptalan újjászervezése. A Főszékesegyházi Káptalan tagjai, a kanonokok voltak az érsekek első munkatársai, s az ő hiteleshelyi- és liturgikus tevékenységükhöz, a szemináriumban folyó oktatáshoz, és az érsekek egyházkormányzati munkájához egyaránt könyvekre volt szükség. A káptalan 18. századi könyvtárának állományáról tanúskodnak a fennmaradt leltárkönyvek és katalógusok. Az egyik legkorábbi leltárkönyvet Házy György olvasókanonok készítette a káptalani könyvtár állományáról 1752-ben. A leltárkönyvben 287 mű szerepel, összesen 602 kötetben.
A 18. századi káptalani gyűjteményt elsősorban az egyházmegye papsága használta. A könyvkölcsönzéseket a leltárkönyv mellékletében található elismervények bizonyítják. Az egyik elismervény szerint 1776-ban a retorika professzora, Ambrosius Calepinus nyolcnyelvű szótárát, valamint Seneca és Cicero műveit kölcsönözte a káptalan könyvtárából.
A korszak egyik legkiemelkedőbb bibliofil érseke Patachich Ádám (1776-1784) 18 ezer kötetes könyvtárát az 1784-ben kelt alapító okirat szerint az egyházmegyére hagyományozta. Rendelete értelmében egy intézményben egyesült az érsekek könyvtára a káptalan könyvtárával, melynek további fenntartásáról és kezeléséről is gondoskodott, e célra tett alapítványával. A Könyvtár a továbbiakban a kalocsai érsekek és a Kalocsai Főszékesegyházi Káptalan közös tulajdona, hivatalos elnevezése: Bibliotheca Metropolitanae Ecclesiae Colocensis, azaz Kalocsai Főszékesegyházi Könyvtár lett.
Patachich Ádám utóda az érseki székben Kollonich László (1787-1817), aki folytatta elődje könyvgyűjtő tevékenységét. Számos kötetet vásárolt a II. József által feloszlatott szerzetesrendek könyvtáraiból, könyvbeszerzései gyakran a kultúrtörténeti értékek mentését célozták. 1791-től Katona István történetíró segítette Kollonich érseket könyvbeszerzéseiben. Az ő szakértelmének és könyvismeretének is köszönhető, hogy ekkoriban számos történelmi-, földrajzi-, valamint tudománytörténeti vonatkozású kötettel gyarapodott a gyűjtemény.
A 19. század elején a könyvtár állománya már meghaladta a 42 ezer kötetet. Sokan látogattak Kalocsára, hogy megtekinthessék a barokk teremkönyvtárat és a ritkaságokat. Az 1813-tól vezetett vendégkönyv bejegyzései szerint például Czuczor Gergely, Rómer Flóris, Trefort Ágoston valamint Munkácsy Mihály és felesége is járt a könyvtárban.
A későbbiekben az állomány már többnyire csak érseki, kanonoki hagyatékokból bővült. A 19. sz. második felében – az iskolahálózat kiépülésének következtében – megnőtt az olvasók, kölcsönzők száma. A 19-20. század érsekei koruk irodalmi termékeivel gyarapították a könyvtárat, közülük kiemelkedik Haynald Lajos bíboros érsek, kiváló tudós-botanikus és könyvgyűjtő. Császka György érsek történelmi, genealógiai, heraldikai könyveket gyűjtött, Várossy Gyula érsek történelem és irodalomkutató volt. Könyvhagyatéka e tárgykörből magyar, német, francia, angol nyelvű. Grősz József érsek hagyatékát modern lelkipásztori és Szentírás-tudománnyal foglalkozó művek alkotják.
A mai állomány kb. 150 000 kötetet tartalmaz. A régi könyvek az összállományból mintegy 90 000 kötetet tesznek ki. A könyvtár több mint 800 kötetes kéziratgyűjteményében 60 középkori kódex (11-17. sz.) található. Tartalmuk igen változatos, hiszen van közöttük Szentírás, zsoltároskönyv, szerzetesrendi szabályzat, egyházi beszédgyűjtemény, de orvosi, jogi, csillagászati és történelmi művek is.
A 21. század elején állami támogatással helyreállították az érseki palota leromlott állapotú részeit és tetőzetét, valamint rendezték a könyvtárat és levéltárat. A